# Света новомученица Акилина
Света новомученица Акилина из Солуна је грчка православна светица из 18. века.
Рођена је у селу Закливери, у близини Солуна у време када је Грчка била под влашћу Османског царства. Док је још била беба, њен отац је убио комшију муслимана и био је принуђен да прими  ислам да би избегао погубљење. Међутим, мајка је Акилину васпитала као хришћанку. Када је напунила осамнаест година, отоманске власти су извршиле притисак на њеног оца да и она пређе на ислам. 
Видећи њену непоколебљивост, потурчени отац извести Турке о томе. Ови одмах послаше људе по Акилину да је доведу на суд. Послате слуге везале су мученицу и повели је на суд. Судија јој је заповедио: „Девојко, потурчи се! ”Света је одговорила: „Не, то учинити нећу. Ја се никада нећу одрећи вере своје и Господа мог Христа.” Чувши то, судија се разјарио и наредио да Акилину свуку и оставе на њој само кошуљу, да је вежу за стуб и бију моткама. То је учињено; два служитеља су је тукли дуго времена; али мученица је јуначки претрпела те муке.
Након тога, судија и други Турци су извели мученицу и почели је обасипати похвалама, обећавати јој многе почасти и дарове, само да се одрекне вере своје. Пошто је и то одбила поново су је туклу тако да је остала сва нага. Онда јој се обратио судија: „Зар те није стид да те голу туку пред толиким људима? Или се турчи или ћу ти све кости поломити, једну за другом”. Мученица је одговорила: „Никада се потурчити нећу, јер ми вера ваша никада не може заменити Господа Христа мог! ” Бесни од гњева на овакав одговор, Турци је поново тукли,тако да су јој кости поломили, а месо јој је отпадало и крв лила на земљу, све док није умрла. 
Пострадала је 27. септембра 1764. године.Њене остатке су сакрили хришћани да би избегли скрнављење и откривени су тек 2012. године у оближњем граду Оса код Солуна.
Православна црква обележава спомен на њу 27. септембра.